# Giovanni Francesco Grimaldi
Pour les articles homonymes, voir Grimaldi (homonymie) et Bolognese.
Giovanni Francesco Grimaldi dit Il Bolognese ou Le Bolognèse, né à Bologne en 1606 et mort à Rome le 28 novembre 1680, est un peintre, graveur et architecte du baroque qui fut actif au XVIIe siècle.

## Biographie
Giovanni Francesco Grimaldi, parent avec la famille Carracci auprès de laquelle il a fait son premier apprentissage, devint l'élève de Francesco Albani. Arrivé à Rome en 1626, il fut nommé architecte de Paul V et a été soutenu par la papauté. De ce fait il fut reçu en 1636 à l'Accademia di San Luca dont il devint principe (directeur) en 1666.
En tant qu'architecte il participa à la réalisation de la villa Doria Pamphili (1644-1652).
De 1648 à 1651, il a été invité en France par le cardinal Mazarin, et durant deux ans il travailla avec Giovanni Francesco Romanelli.
Il fut employé par Mazarin à réaliser des travaux dans son palais (aujourd'hui la galerie Mansart de la Bibliothèque nationale de France, site Richelieu) et Louis XIV dans la construction de bâtiments ainsi que dans la décoration à fresque du Louvre.
Dans ses tableaux, la couleur est forte, l'utilisation du vert un peu excessive et sa touche légère.
Il a peint des scènes d'histoire, des portraits et des paysages. Dans un âge avancé, il se consacra particulièrement à la gravure et l'eau-forte reproduisant ses propres paysages et ceux du Titien et des Carracci.
De retour à Rome en 1651, il y mena une activité frénétique jusqu'à sa mort.
De 1656 à 1659 il a probablement dessiné la chapelle de l'Immaculée-Conception de la cathédrale San Lorenzo de Tivoli.
Sa renommée fut grande non seulement pour sa compétence artistique, mais aussi pour sa droiture et ses actes de charité.
Son fils Alessandro l'a assisté aussi bien dans la peinture et que dans la gravure. Ses deux filles épousent les graveurs Pietro Santo Bartoli et Benoît Farjat
Ses tableaux sont conservés au palais du Quirinal, au Vatican et dans la basilique San Martino ai Monti. Une série de paysages est visible au Palazzo Colonna.
Aloisi Elena, fille du peintre Baldassare Aloisi, a été sa maîtresse.
Ses œuvres ont été largement diffusées par la gravure avec des changements de modalité au cours des siècles. Dans la seconde moitié du XVIIe siècle, ce sont des artistes italiens qui diffusent les constructions éphémères (fêtes, enterrements...) de Grimaldi. À la fin du XVIIe siècle et durant tout le XVIIIe siècle, ce sont essentiellement des graveurs français et italiens qui diffusent ses œuvres, principalement ses dessins plutôt que ses tableaux. C'est notamment le cas du recueil Jabach ou du Cabinet du roi. Enfin, au XIXe siècle, ses œuvres sont plutôt gravées dans le cadre de la diffusion de collections entières (Musée français, musée Napoléon...).

## Œuvres

### En France
- Paysage avec pêcheurs, Musée Magnin, Dijon.
- Paysage, Musée des Beaux-Arts de Narbonne
- Paysage avec un personnage secouru par deux personnes au pied de l'arbre du premier plan, plume, encre brune, 28 × 24 cm, Paris, Beaux-Arts de Paris[3],[4].
- Paysage bordé d'un cours d'eau avec un village à l'arrière-plan, plume, encre brune, 27 × 23 cm, Paris, Beaux-Arts de Paris[5],[6].
- Rebecca au puits, plume, pierre noire, encre brune, 11,2 × 25,9 cm, Paris, Beaux-Arts de Paris[7],[8].
- Paysage avec une pyramide, plume et encre brune, 12,7 × 25,9 cm, Paris, Beaux-Arts de Paris[9],[10].
- Ponte Rotto, sur le Tibre, plume et encre brune, 18 × 25,5 cm, Paris, Beaux-Arts de Paris[11],[12].

### A L'étranger
- Fresque de la façade du palais Poli, Rome
- Décoration de la villa Doria Pamphili (1644-1652), Rome
- Fresques au palais Borghèse
- Fresques au Quirinal (1656-1657),
- Fresques à la villa Falconieri, Frascati
- Fresques du Dôme, Tivoli
- Fresques à l'Académie Saint-Luc de Rome (1670)
- Le Triomphe de l'Autorité au cours du temps (1640-1641), Palazzo Santacroce ai Catinari, Rome
- Le Triomphe de l'Autorité au cours du temps (1640-1641), Palazzo Santacroce ai Catinari, Rome
- Paysage avec Tobias et un Ange (1650), huile sur toile de 174 cm × 126 cm, Musée Thyssen-Bornemisza, Madrid
- Tobie et l'Ange, Hunterian Gallery, Glasgow
- Paysage avec deux figures masculines, Musée de l'Ermitage, Saint-Pétersbourg
- Vénus et les amours, Musée de San Francisco
- Paysage avec la Sainte Famille (1650), J. Paul Getty Museum, Los Angeles

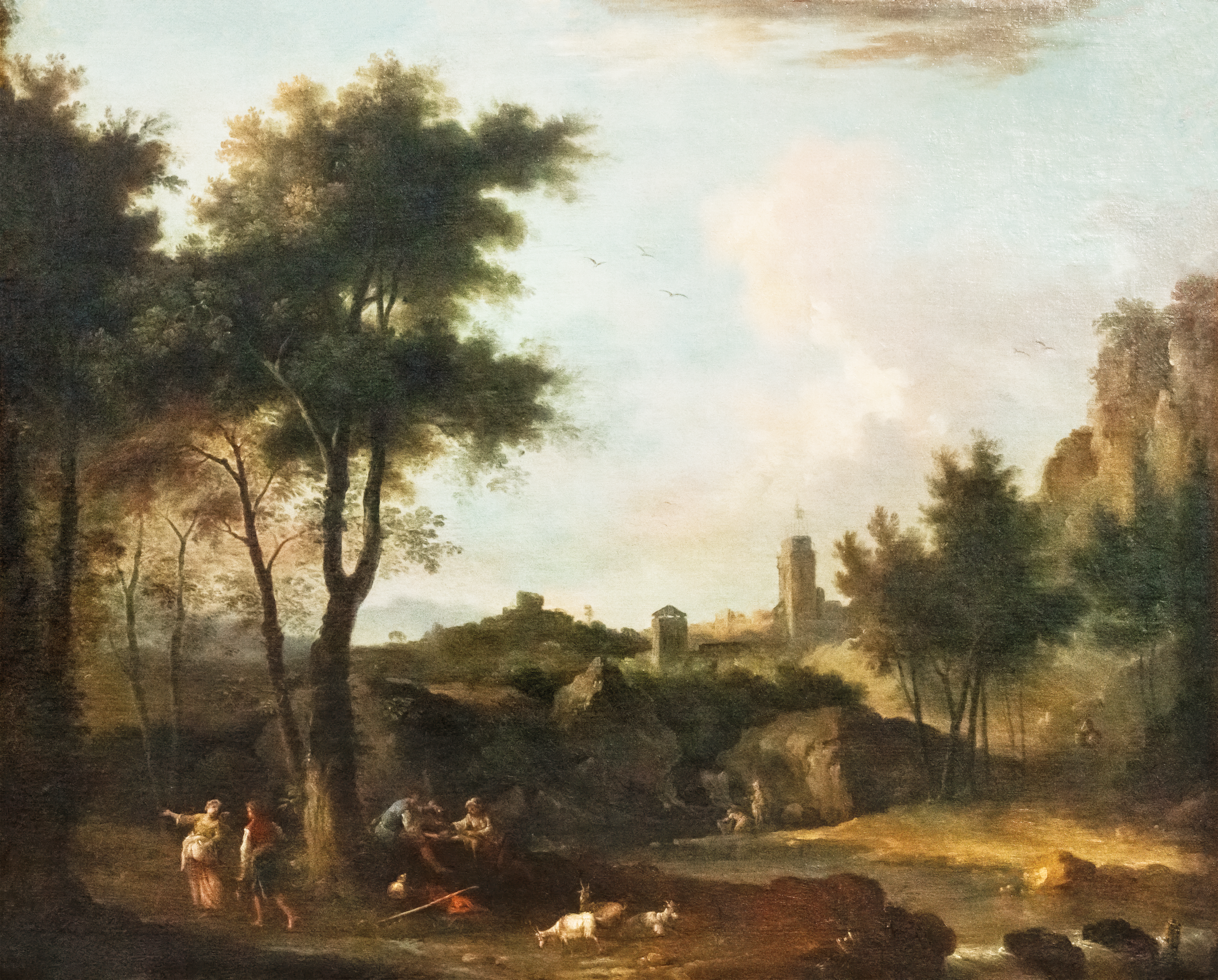
Paysage, Musée des Beaux-Arts de Narbonne
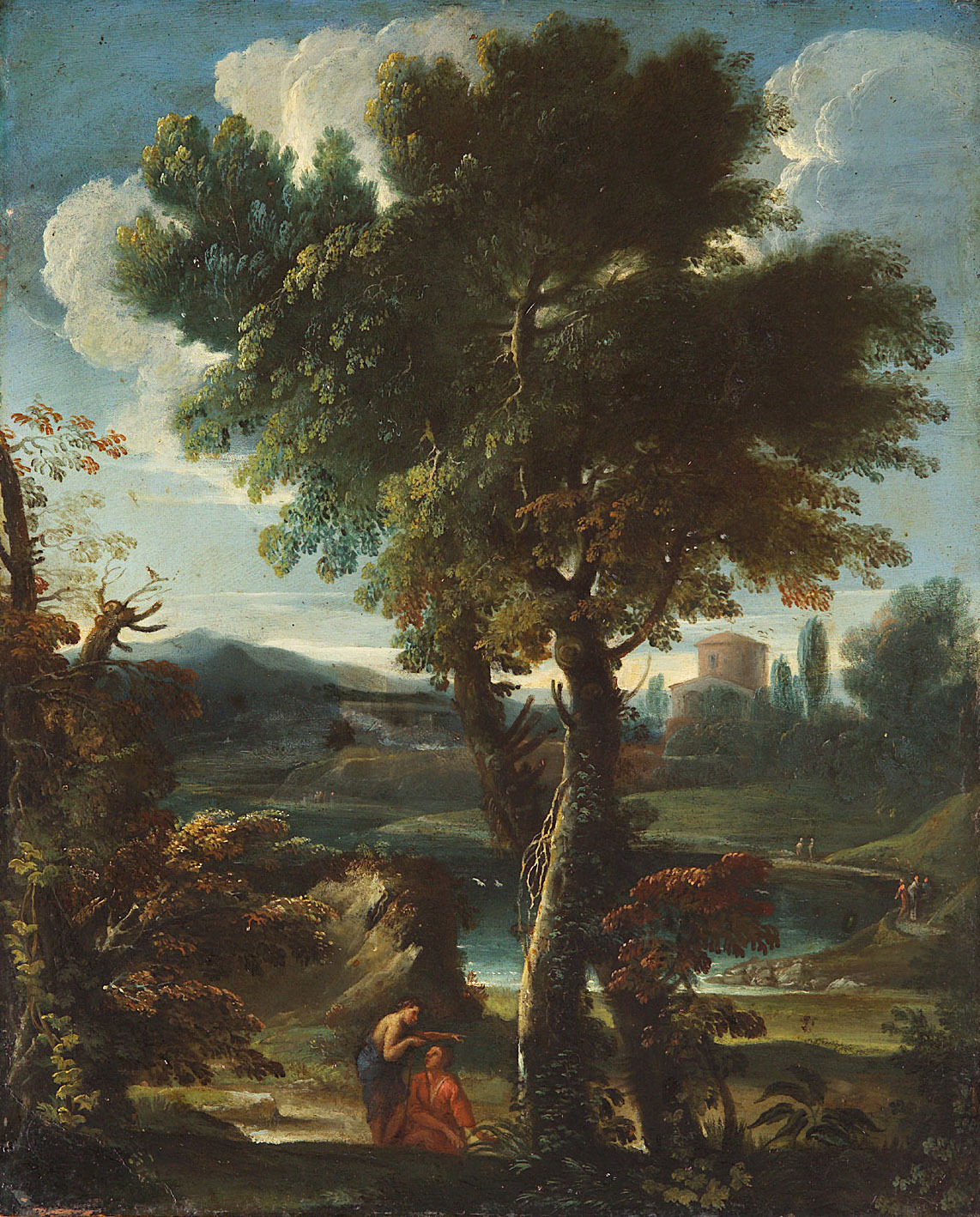
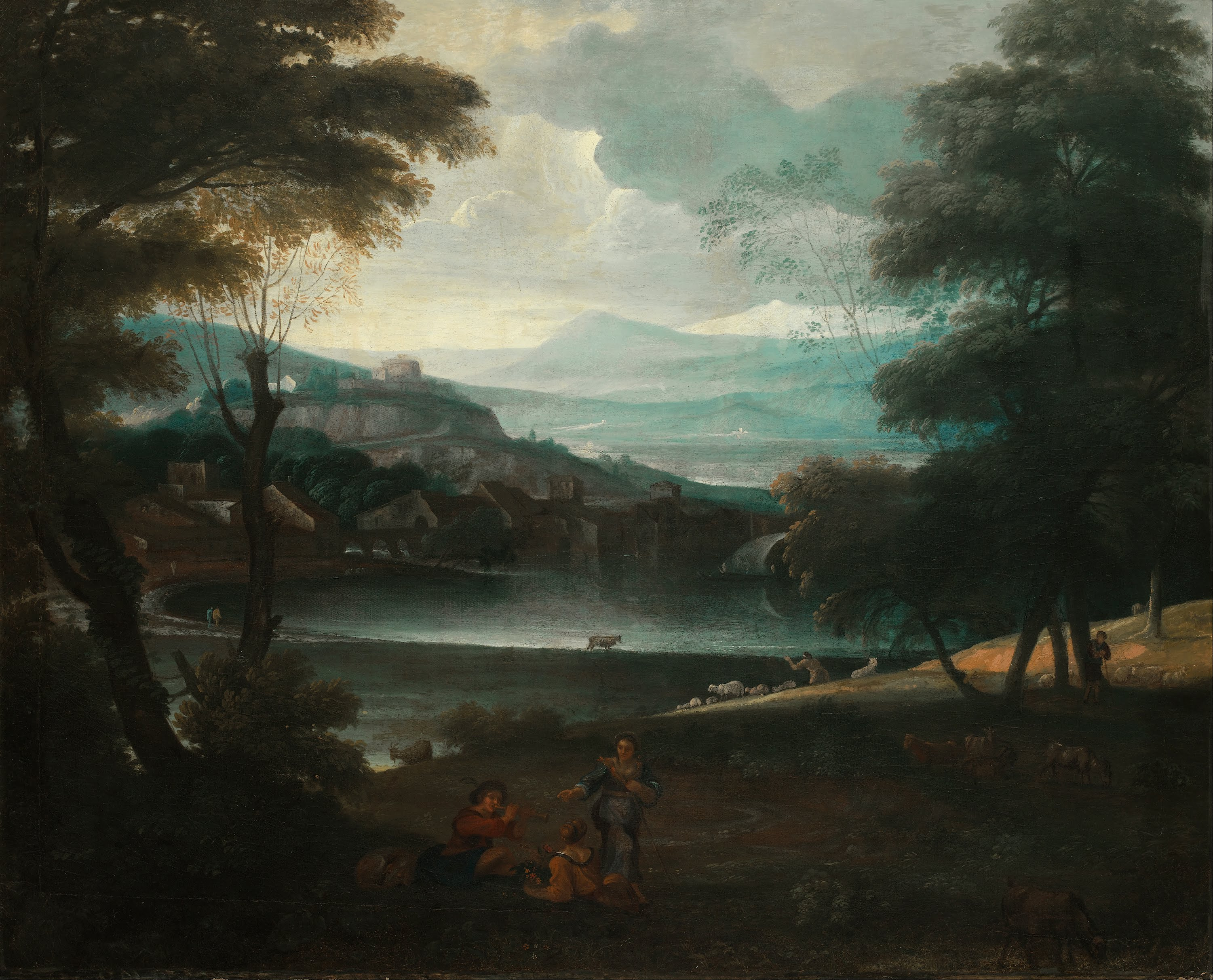